# Новые Дятловичи
Новые Дятловичи (бел. Но́выя Дзя́тлавічы) — деревня в Шарпиловском сельсовете Гомельского района Гомельской области Беларуси. На западе граничит с лесом.

## География

### Расположение
В 27 км на юг от Гомеля.

### Гидрография
На реке Сож (приток реки Днепр).

## Транспортная сеть
Транспортные связи по просёлочной, затем автомобильной дороге Абакумы — Шарпиловка — Гомель. Планировка состоит из прямолинейной улицы, ориентированной с юго-востока на северо-запад, к которой на юге присоединяются 3 короткие, параллельные между собой меридиональные улицы. Застройка двусторонняя, деревянная, усадебного типа.

## История
По письменным источникам известна с начала XIX века как поместье в Белицком уезде Могилёвской губернии. Хозяин поместья помещица К. И. Радченко владела в 1833 году 4589 десятинами земли. С 1880 года действовал хлебозапасный магазин. Согласно переписи 1897 года располагалась маслабойня. Рядом была усадьба. В 1909 году 1205 десятин земли, в Дятловичской волости Гомельского уезда Могилёвской губернии. Рядом находились 2 одноимённых фольварка, 598 десятин земли.
В начале 1920-х годов жители основаны посёлки Ленина и Рыкова, которые позднее были присоединёны к деревне. В 1926 году работали почтовый пункт, школа. В феврале 1930 года организован колхоз «Красный партизан». С 8 декабря 1926 года по 30 декабря 1927 года центр Ново-Дятловичского сельсовета Дятловичского, с 4 августа 1927 года Гомельского района Гомельского округа. Во время Великой Отечественной войны 83 жителя погибли на фронте. В 1955 году к деревне присоединён посёлок Черничный. В 1959 году в составе коллективно-долевого хозяйства «Дятловичи» (центр — деревня Старые Дятловичи). Расположены 9-летняя школа, клуб, библиотека, комплексный приёмный пункт, фельдшерско-акушерский пункт, участковая больница, баня.
До 31 октября 2006 года в составе Дятловичского сельсовета.

## Население

### Численность
- 2004 год — 93 хозяйства, 176 жителей

### Динамика
- 1897 год — 99 дворов, 560 жителей (согласно переписи)
- 1909 год — 113 дворов, 770 жителей, в 2-х одноимённых фольварках 7 жителей
- 1926 год — 179 дворов, 929 жителей
- 1959 год — 644 жителя (согласно переписи)
- 2004 год — 93 хозяйства, 176 жителей